# 2-й гвардейский истребительный авиационный корпус ПВО
2-й гвардейский истребительный авиационный Ленинградский корпус ПВО (2-й гв. иак ПВО) — гвардейское соединение авиации ПВО СССР, принимавшее участие в боевых действиях Великой Отечественной войны, выполнявшее задачи противовоздушной обороны.

## Наименования корпуса
- 7-й истребительный авиационный корпус ПВО;
- 2-й гвардейский истребительный авиационный корпус ПВО;
- 2-й гвардейский истребительный авиационный Ленинградский корпус ПВО;
- Ленинградский гвардейский истребительный авиационный корпус ПВО.

## Создание корпуса
Корпус сформирован приказом НКО СССР 7 июля 1943 года путём переименования из 7-го истребительного авиационного корпуса ПВО

## Преобразование корпуса
2-й гвардейский истребительный авиационный Ленинградский корпус в июне 1945 года переименован в Ленинградский гвардейский истребительный авиационный корпус ПВО.

## Переформирование корпуса
В соответствии с решением о реорганизации системы ПВО страны и приказом Министра Вооруженных Сил СССР от 7 июля 1948 года на базе корпуса в мае 1949 года начала формирование 25-я воздушная истребительная армия ПВО.

## В действующей армии
В составе действующей армии:
- с 7 июля 1943 года по 15 октября 1944 года,

Итого: 468 дней.

## Командиры корпуса
| Звание                | Имя                         | Период                  | Примечание |
| --------------------- | --------------------------- | ----------------------- | ---------- |
| Полковник             | Антонов Николай Дмитриевич  | 07.07.1943 — 04.04.1944 |            |
| Генерал-майор авиации | Антонов Николай Дмитриевич  | 04.04.1944 — 01.03.1946 |            |
| Генерал-майор авиации | Погрешаев Фёдор Арсентьевич | 01.07.1946 — 01.11.1947 |            |
| Генерал-майор авиации | Антонов Николай Дмитриевич  | 01.03.1948 — 01.06.1949 |            |

## В составе объединений
| Объединение                                     | Период                  |
| ----------------------------------------------- | ----------------------- |
| Ленинградская армия ПВО                         | 07.07.1943 — 01.01.1945 |
| Ленинградская армия ПВО Центрального Фронта ПВО | 01.01.1945 — 10.06.1945 |
| 19-я воздушная армия ПВО                        | 10.06.1945 — 1949       |

## Соединения, части и отдельные подразделения корпуса
За весь период своего существования боевой состав претерпевал изменения, в различное время в состав корпуса входили полки:
| Период                        | Части                                                 | Примечание                                                               |
| ----------------------------- | ----------------------------------------------------- | ------------------------------------------------------------------------ |
| 07.07.1943 г. — 03.05.1949 г. | 11-й гвардейский истребительный авиационный полк ПВО  | убыл в 41-ю истребительную авиационную дивизию ПВО 25-й ВИА ПВО          |
| 07.07.1943 г. — 20.03.1949 г. | 26-й гвардейский истребительный авиационный полк ПВО  | убыл в 44-ю истребительную авиационную дивизию ПВО 25-й ВИА ПВО          |
| 07.07.1943 г. — 03.05.1949 г. | 27-й гвардейский истребительный авиационный полк ПВО  | убыл в 41-ю истребительную авиационную дивизию ПВО 25-й ВИА ПВО          |
| 07.07.1943 г. — 01.04.1949 г. | 102-й гвардейский истребительный авиационный полк ПВО | убыл в 44-ю истребительную авиационную дивизию ПВО 25-й ВИА ПВО          |
| 07.07.1943 г. — 03.05.1949 г. | 103-й гвардейский истребительный авиационный полк ПВО | убыл в 41-ю истребительную авиационную дивизию ПВО 25-й ВИА ПВО          |
| 25.04.1944 г. — 26.04.1945 г. | 400-й истребительный авиационный полк ПВО             | убыл в состав 149-й иад ПВО Приамурской армии ПВО                        |
| 25.04.1944 г. — 26.04.1945 г. | 401-й истребительный авиационный полк ПВО             | убыл в состав 297-й иад ПВО Забайкальской армии ПВО                      |
| 25.04.1944 г. — 17.06.1946 г. | 403-й истребительный авиационный полк ПВО             | Расформирован. Личный состав обращен на доукомплектование частей корпуса |
| 12.05.1944 г. — 26.04.1945 г. | 404-й истребительный авиационный полк ПВО             | убыл в состав 147-й иад ПВО Приамурской армии ПВО                        |
| 15.04.1946 г. — 05.06.1946 г. | 405-й истребительный авиационный полк ПВО             | расформирован                                                            |

## Участие в операциях и битвах
- Ленинградско-Новгородская операция
  - Красносельско-Ропшинская операция — с 14 января 1944 года по 30 января 1944 года
  - Новгородско-Лужская операция — с 14 января 1944 года по 15 февраля 1944 года
  - Кингисеппско-Гдовская операция — с 1 февраля 1944 года по 1 марта 1944 года
  - Старорусско-Новоржевская операция — с 18 февраля 1944 года по 1 марта 1944 года

Авиационные полки корпуса принимали непосредственное участие в наступлении войск Ленинградского фронта в ходе Ленинградско-Новгородской операции, которое началось 14 января. Корпус прикрывал от ударов с воздуха боевые порядки стрелковых соединений и штурмовал войска противника, не давая ему возможности осуществлять планомерный отход. На прикрытие стрелковых войск части корпуса произвели около 2000 самолёто-вылетов, уничтожив в воздушных боях 22 самолёта. Значительный эффект дали и штурмовые действия: гитлеровцы потеряли более 300 автомобилей с техникой, а также около 700 солдат и офицеров.

## Присвоение гвардейских званий полкам
- 124-й истребительный авиационный полк ПВО 7 июля 1943 года за образцовое выполнение боевых задач и проявленные при этом мужество и героизм приказом НКО СССР преобразован в 102-й гвардейский истребительный авиационный полк[1].
- 158-й истребительный авиационный полк ПВО 7 июля 1943 года за образцовое выполнение боевых задач и проявленные при этом мужество и героизм приказом НКО СССР преобразован в 103-й гвардейский истребительный авиационный полк[1].

## Награды
- 11-й гвардейский Выборгский истребительный авиационный полк 22 октября 1944 года за образцовое выполнение заданий командования в боях с немецкими захватчиками и овладение столицей Эстонской ССР городом Таллин (Ревель) и проявленные при этом доблесть и мужество Указом Президиума Верховного Совета СССР награждён орденом Кутузова III степени.
- 404-й Таллиннский истребительный авиационный полк 16 декабря 1944 года за образцовое выполнение боевых заданий командования в боях с немецкими захватчиками за овладение островом Сарема (Эзель) и проявленные при этом доблесть и мужество Указом Президиума Верховного Совета СССР от награждён орденом Кутузова III степени.

## Почётные наименования
- 7-му истребительному авиационному корпусу ПВО 7 июля 1943 года присвоено почётное наименование «Ленинградский».
- 11-му гвардейскому истребительному авиационному полку 2 июля 1944 года за отличие в боях с немецко-финскими захватчиками при прорыве линии Маннергейма и овладении городом и крепостью Выборг присвоено почетное наименование «Выборгский»[11]
- 27-му гвардейскому истребительному авиационному полку 2 июля 1944 года за отличие в боях с немецко-финскими захватчиками при прорыве линии Маннергейма и овладении городом и крепостью Выборг присвоено почетное наименование «Выборгский»[11]
- 102-му гвардейскому истребительному авиационному полку 2 июля 1944 года за отличие в боях с немецко-финскими захватчиками при прорыве линии Маннергейма и овладении городом и крепостью Выборг присвоено почетное наименование «Выборгский»[11]
- 404-му истребительному авиационному полку 22 октября 1944 года за отличие в боях за овладение столицей Эстонской ССР городом Таллин присвоено почетное наименование «Таллинский»[12].

## Благодарности Верховного Главнокомандующего
- за отличие в боях за овладение столицей Эстонской ССР городом Таллин[13]
- за отличие в боях за овладение островом Сааремаа[14]

## Отличившиеся воины
- Карпов Александр Терентьевич, капитан, командир эскадрильи 27-го гвардейского истребительного авиационного полка 2-го гвардейского истребительного корпуса ПВО 28 сентября 1943 года удостоен звания Героя Советского Союза. Золотая Звезда № 1202.
- Деменков Сергей Васильевич, гвардии старший лейтенант, заместитель командира эскадрильи 103-го гвардейского истребительного авиационного полка 2-го гвардейского истребительного корпуса ПВО Указом Президента СССР от 28 сентября 1943 года удостоен звания Героя Советского Союза. Золотая Звезда № 1123.
- Неуструев Иван Павлович, майор, командир 11-го гвардейского истребительного авиационного полка 2-го гвардейского истребительного корпуса ПВО 28 сентября 1943 года удостоен звания Героя Советского Союза. Золотая Звезда № 1203.
- Карпов Александр Терентьевич, капитан, командир эскадрильи 27-го гвардейского истребительного авиационного полка 2-го гвардейского истребительного корпуса ПВО 22 августа 1944 года удостоен звания дважды Героя Советского Союза. Посмертно.
- Щербина Николай Гаврилович, капитан, штурман 26-го гвардейского истребительного авиационного полка 2-го гвардейского истребительного корпуса ПВО 22 августа 1944 года удостоен звания Героя Советского Союза. Золотая Звезда № 4508.